# Республіка Міссісіпі
Республіка Міссісіпі (англ. Republic of Mississippi) — короткочасна держава проголошена, 9 січня 1861 року, проіснувала до 4 лютого.
Штат Міссісіпі другим після Південної Кароліни, заявив про своє відділення від США після обрання Авраама Лінкольна. Існувала до вступу у склад Конфедеративних Штатів Америки.

## Ресурси Інтернету
- The flag of the republic
- Mississippi on History.com

| США | Це незавершена стаття з географії США. Ви можете допомогти проєкту, виправивши або дописавши її. |